# Inner circle

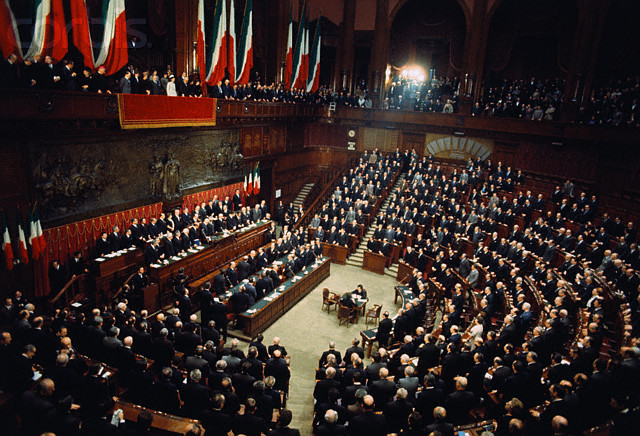
L'espressione inglese Inner circle viene usata per indicare una cerchia di persone, un gruppo ristretto di dirigenti o confidenti di un capo.

Inner circle è un neologismo di origine giornalistica che indica una «cerchia ristretta» di persone influenti fra gli uomini di fiducia più ascoltati del «capo».

## Etimologia
Deriva dalla locuzione inglese – composta dall'aggettivo inner (traduzione: "interno, interiore") e dal sostantivo circle (traduzione: "cerchia") – ad indicare un "gruppo di élite". Il vocabolo è stato citato dal giornalista Filippo Ceccarelli sulle pagine del quotidiano La Repubblica in un articolo del 16 ottobre 2008 dedicato ai nuovi meccanismi di selezione del ceto politico. Il significato del termine è attestato in Italia già a partire da Paolo Garimberti, autore di un articolo del 2 ottobre 1988 sul cumulo di cariche assorbite da Gorbačëv come segretario generale del PCUS e di presidente del Presidium del Soviet Supremo dell'Unione Sovietica, supportato da un gruppo di sostenitori fra i suoi « uomini di fiducia ».

## Definizione
Indica un «piccolo gruppo di persone che controllano un'organizzazione, un partito politico, ecc.» o « che sono vicine al suo leader ».
L'espressione evidenzia la presenza di un gruppo ristretto di persone che, in campo sociale, culturale, politico, economico, si attribuisce speciali diritti e privilegi, anche in termini dispregiativi. A volte è utilizzato come sinonimo di altri neologismi, quali cerchio magico, ceto dirigente, gotha, fior fiore dell'élite o crème de la crème.